# Episodi de Il tocco di un angelo (ottava stagione)
L'ottava stagione della serie televisiva Il tocco di un angelo, composta da 22 episodi, è stata trasmessa negli Stati Uniti sul canale CBS dal 29 settembre 2001 all'11 maggio 2002.
| nº | Titolo originale         | Titolo italiano            | Prima TV USA      | Prima TV Italia |
| -- | ------------------------ | -------------------------- | ----------------- | --------------- |
| 1  | Holy of Holies           | Il viaggio dell'anima      | 29 settembre 2001 |                 |
| 2  | The Perfect Game         | Il lancio perfetto         | 6 ottobre 2001    |                 |
| 3  | The Birthday Present     | Regalo di compleanno       | 13 ottobre 2001   |                 |
| 4  | Manhunt                  | L'ora felice               | 20 ottobre 2001   |                 |
| 5  | Chutzpah                 | Chutzpah                   | 27 ottobre 2001   |                 |
| 6  | Famous Last Words        | Le ultime famose parole    | 3 novembre 2001   |                 |
| 7  | Most Likely to Succeed   | La rivalsa                 | 10 novembre 2001  |                 |
| 8  | Heaven's Portal          | La porta del cielo         | 24 novembre 2001  |                 |
| 9  | When Sunny Gets Blue     | L'agente Sunny             | 1º dicembre 2001  |                 |
| 10 | Angels Anonymous         | Nessuno è un'isola         | 15 dicembre 2001  |                 |
| 11 | A Winter Carol           | Il treno per Manhattan     | 16 dicembre 2001  |                 |
| 12 | The Last Chapter         | L'ultimo capitolo          | 12 gennaio 2002   |                 |
| 13 | Ship-in-a-Bottle         | La nave nella bottiglia    | 26 gennaio 2002   |                 |
| 14 | The Blue Angel           | L'angelo azzurro           | 2 febbraio 2002   |                 |
| 15 | Secrets & Lies           | Il figlio ritrovato        | 2 marzo 2002      |                 |
| 16 | The Princeless Bride     | Il pranzo di nozze         | 9 marzo 2002      |                 |
| 17 | Hello, I Love You        | Un padre per Danny         | 6 aprile 2002     |                 |
| 18 | Minute by Minute         | Il passato ritorna         | 13 aprile 2002    |                 |
| 19 | The Bells of St. Peter's | Le campane di San Pietro   | 4 maggio 2002     |                 |
| 20 | The Impossible Dream     | Il sogno impossibile       | 4 maggio 2002     |                 |
| 21 | For All the Tea in China | La Cina di Lady Barrington | 5 maggio 2002     |                 |
| 22 | Forever Young            | Il cuore di Kimmie         | 11 maggio 2002    |                 |